# 阿西亚特

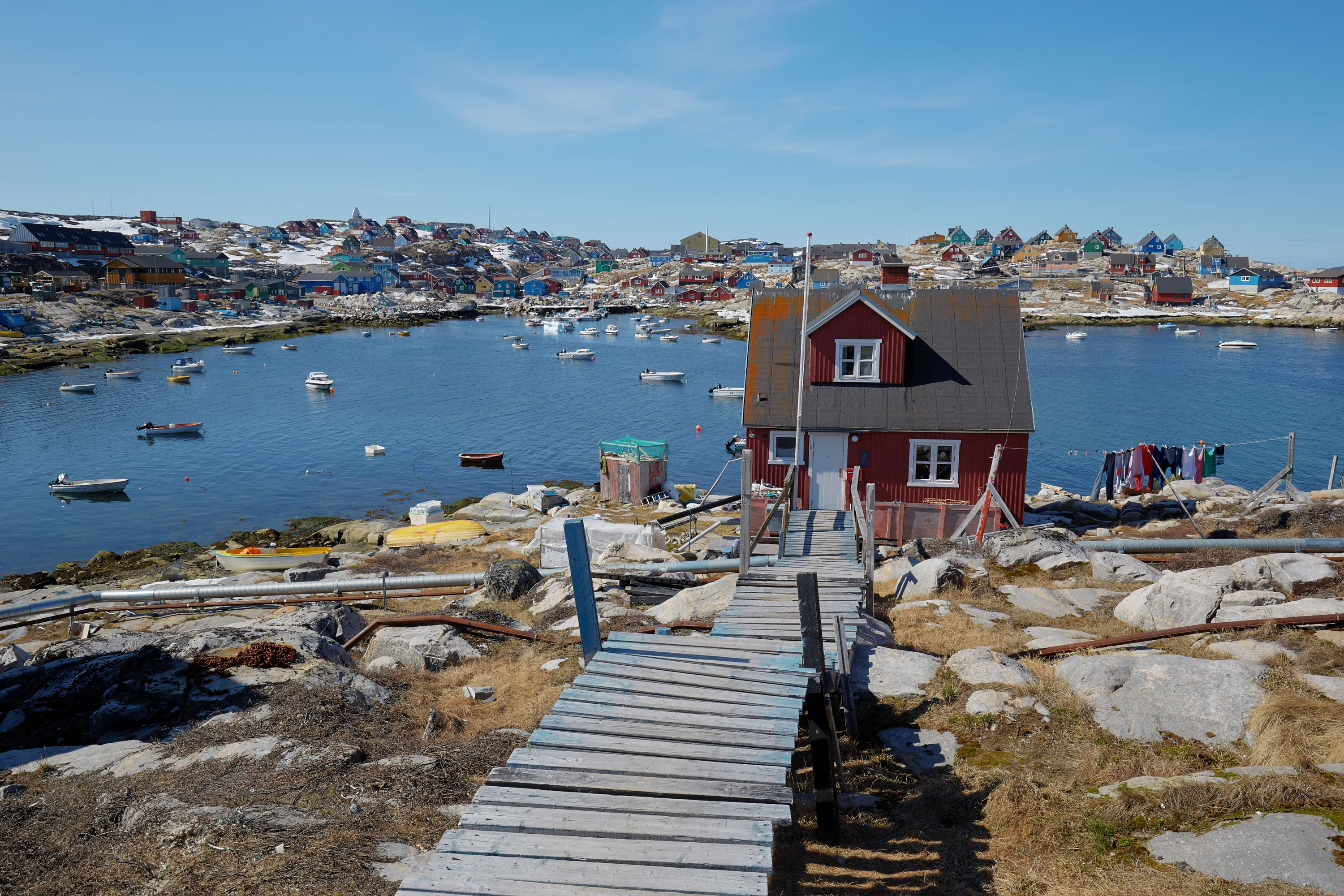
阿西亚特城镇风貌

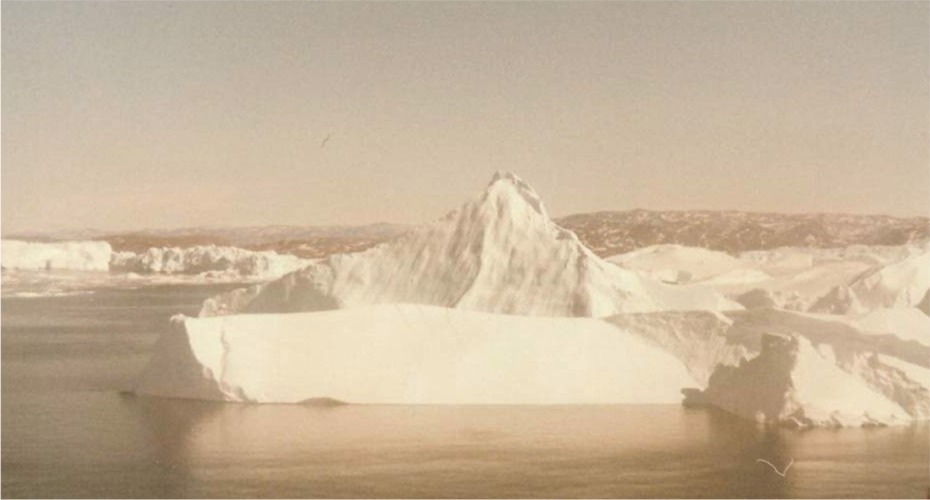
迪斯科灣上的冰山

阿夕亞特，旧名埃格瑟斯明讷（丹麥語：Egedesminde），是格陵蘭西部凯凯塔利克市镇的一个城镇，位於迪斯科灣南端阿西亚特群岛的中部。2020年時的人口約3,069人。为格陵兰的人口第四大城镇。

## 歷史
阿夕亞特在5000年即多次有人居住，最近一次的人類遷入，始於1759年的挪威傳教士尼爾斯·艾蓋迪（Niels Egede）所建立的殖民地，該殖民地位於今日阿夕亞特的南方，並於1763年遷移到今天的位置。當時主要的產業是捕鯨。人口從1805年的390人到1901年增加到1,269人。
二戰的時候盟軍進駐阿夕亞特，作為補給品的中繼站，戰後則盛行捕撈鱈魚。1950年代開始供給電力，1998年則增加了直昇機並且設置了跑道，格陵蘭航空有經營通往本城的航班。